# Омар Хаям
Ома́р Хая́м (перс. عمر خیام, Omar Khayyám; 18 травня 1048 — 4 грудня 1131) — перський поет, математик, філософ, астроном.
Як поет, прославився віршами жанру рубаї (див. Рубаї Омара Хаяма).
Був керівником обсерваторії в Ісфагані (див. Астрономія ісламського Середньовіччя). Запропонував календар з 33-літнім періодом, причому високосні роки це 4-й, 8-й, 12-й, 16-й, 20-й, 24-й, 28-й і 33-й роки циклу. Такий календар на кілька секунд точніший за теперішній григоріанський. На основі пропозиції Хаяма створений сучасний іранський календар, яким користуються в Ірані.

## Ім'я
перс. غیاث الدین ابو الفتح عمر بن ابراهیم خیام نیشابوری.
Гіяс ад-Дін Абу-ль-Фатг Омар ібн Ібрагім аль-Хаям ан-Нішапурі
- Гіяс ад-Дін («допомога віри») — традиційне поважне ім'я вченого,
- Абу-ль-Фатг Омар — власне ім'я Хаяма
- ібн Ібрагім — син Ібрагіма
- ан-Нішапурі («нішапурський») — говорить про походження з Нішапура, одного з головних міст провінції Хорасан.

Саме слово «хаям» перською мовою означає «наметовий майстер» — це вказівка на професію його батька або діда.

## Молоді роки
Датою народження Омара Хаяма вважають 18 травня 1048 року. Цю дату вдалось встановити за гороскопом самого Омара Хаяма, який був складений при народженні або вирахуваний пізніше. Він говорив: «Його [Омара Хаяма] гороскопом були Близнюки: Сонце та Меркурій були у 3-му градусі Близнюків, Меркурій був у сполученні [з Сонцем], а Юпітер був по відношенню до них обох у тригональному аспекті». Індійський дослідник Свамі Ґовінда Тіртха за аналізом гороскопу згідно з середньовічними таблицями ефемерид встановив дату 18 травня 1048 року, а співробітники Інституту теоретичної астрономії АН СРСР, провівши власні розрахунки, підтвердили цю дату.
Місце народження Хаяма — Нішапур — згадується у двох джерелах — у Шахразуя (історика XII сторіччя) у творі «Услада душ» та історика Ахмада Татаві в «Історії тисячоліть», написаної у 1589 році.
Нішапур, розміщений у центрі Сельджуцької імперії, був, на думку істориків, найвеличнішим містом давньої культурної провінції Хорасан у XI столітті. В місті проживало декілька сотень тисяч людей, у ньому було не менше 50-ти великих вулиць, понад 50 різновидів ремесел, багато базарів та ярмарків. Нішапур уславився своїми бібліотеками, з XI сторіччя у місті діяли школи середнього та вищого типу — медресе. Ось у такому місті пройшли дитячі та юнацькі роки Омара Хаяма. Але детальних даних про його молоді роки дуже мало. Відомо лише, що «у 17 років він досяг глибоких знань у всіх областях філософії» (Ахмад Табрізі, письменник XV століття), був «знавцем мовознавства, мусульманського права та історії», а також «послідовником Абу Алі Сіна у різних областях філософських наук» (Ал-Бейгакі, історик XII ст.). У той час під філософськими науками розуміли дуже різноманітні напрямки знань: теоретичні — «вищу науку» (або «метафізику», тобто філософію в нинішньому розумінні), «середню» — математику та «нижчу» науку — фізику, а також практичні науки, до яких належали політичні, юридичні дисципліни та вчення, пов'язані з моральністю.

## Наукова діяльність
Наукова діяльність Омара Хаяма протікала при дворі караханідського принца Шамс аль-Мулука (1068–1079). Літописці XI століття зазначають, що бухарський правитель оточив Омара Хаяма пошаною і запрошував «сісти його поруч із собою на трон».
У 1074 році Омара Хаяма запросили до двору могутнього султана Малік-шаха (1072–1092), у місто Ісфаган. Того року почався 20-літній період його особливо плідної наукової діяльності, блискучої за досягнутими результатами. Місто Ісфаган було у цей час столицею могутньої централізованої сельджуцької держави, що простягалася від Середземного моря на заході до кордонів Китаю на сході, від Головного Кавказького Хребта на півночі до Перської затоки на півдні. Омар Хаям був запрошений султаном Малік-шахом на настійну вимогу Незама уль-Мулька (візира Малік-шаха), аби очолити палацову обсерваторію. Тут працювали «найкращі астрономи століття» (записи тогочасних джерел), яким надали великі кошти для придбання відповідного устаткування. Султан наказав Омару Хаяму розробити новий календар.

### Календарна реформа Хаяма
У Сельджуцькій імперії існувало одночасно дві календарні системи: сонячний домусульманський зороастрійський календар і місячний, принесений арабами разом з ісламізацією населення. Обидві календарні системи були недосконалими. Сонячний зороастрійський рік нараховував 365 днів; виправлення на дробові частини доби коректувалися тільки один раз у 120 років, коли похибка виростала вже в цілий місяць. Місячний же мусульманський рік у 355 днів був зовсім непридатний для практики сільськогосподарських робіт.
Протягом 5 років Омар Хаям разом із групою астрономів вели наукові спостереження в обсерваторії, і до березня 1079 року вони розробили новий календар, що відрізнявся високим ступенем точності. Цей календар, названий на честь імені султана, який замовив його, «Малікшаховим літочисленням», мав у своїй основі 33-річний період, що включав 8 високосних років; високосні роки випливали 7 разів через 4 роки і один раз через 5 років. Проведений розрахунок дозволив тимчасову різницю пропонованого року в порівнянні з роком тропічним, що обчислюється в 365,2422 дні, звести до 19 с. Отже, календар, запропонований Омаром Хаямом, був на 7 секунд точнішим за нинішній григоріанський календар, розроблений у XVI столітті, де річна похибка становить 26 с. Хаямівська календарна реформа з 33-річним періодом оцінюється сучасними вченими як чудове відкриття. Однак система не була у свій час впроваджена в практику, але стала основою для створення іранського календаря.
У довгі години роботи в обсерваторії, що була однією з найкращих у світі на той час, Омар Хаям вів і інші астрономічні дослідження. На підставі багаторічних спостережень за рухом небесних тіл він склав «Астрономічні таблиці Малік-шаха» — «Зідж-е Малікшахі». Ці таблиці розповсюдили на середньовічному Сході.

### Хаям і астрологія
Астрономія в епоху Омара Хаяма була нерозривно зв'язана з астрологією. Остання входила в число середньовічних наук, що відрізнялися особливою практичною необхідністю. Астролог проходив ґрунтовну підготовку, він мав добре знати геометрію, науку про властивості чисел, космографію та систему зоряних ознак, тобто мистецтво складання гороскопів, володіти широким колом спеціальної літератури.
Омар Хаям входив у найближчий почет Малік-шаха, тобто в число його надимів-радників, і, зрозуміло, практикував при царському дворі як астролог. Слава Омара Хаяма як астролога — віщуна, наділеного особливим даром ясновидіння, була дуже велика. Ще до появи його в Ісфагані при дворі Малік-шаха знали про Омара Хаяма як про вищий авторитет серед астрологів. Ан-Нізамі ас-Самарканді наводить один епізод (який, щоправда, належить до пізнішого періоду життя Хаяма): «Зимою 1114 року султан послав у місто Мерв людину до великого ходжі Садр ад-Діна Могаммада ібн аль-Музаффара — хай ласкавий буде до нього Аллах! — щоб той попрохав імама Омара визначити, чи поїдуть вони на полювання, чи не буде в ці кілька днів ні дощу, ні снігу. Ходжа імам Омар часто спілкувався з ходжею і бував у його палаці. Ходжа послав за ним, покликав і розповів, про що просили. Той пішов на два дні, обдумав це питання, визначив слушний момент, вирушив до султана і посадив султана на коня. Коли султан від'їхав на деяку відстань, набігла хмара, і налетів вітер, пішов сніг і все покрилося туманом. Усі засміялися, і султан хотів повернутися. Але ходжа імам сказав їм, щоб султан не хвилювався, бо хмара зараз розійдеться, і в ці п'ять днів не буде ніякої вологи. Султан поїхав далі, і хмара розсіялася, і в ці п'ять днів не було ніякої вологи, і ніхто не бачив ні хмарини». Але сам Нізамі Самарканді додає до цієї історії такий коментар: «Попри те, що правила астрології є визнаним мистецтвом, їм не можна вірити, астроном повинен уникати довіри до них і кожне твердження, зроблене ним, повинен представити долі. Наскільки я знав доведення істин Омаром, я не бачив, щоб він довіряв правилам астрології. Я ніколи не бачив і не чув ні про кого з великих, хто мав би таку довіру». Останні слова Нізамі Самарканді вказують на те, що віщування погоди Хаямом, яке, можливо, за звичаями того часу, виглядало як астрологічне пророцтво, насправді не базувалось на астрології. Скоріш за все, вдалий прогноз Хаяма спирався на його метеорологічні знання.
Після смерті султана Малік-шаха обсерваторія була закрита.

### Хаям— математик
У Ісфагані при дворі Малік-шаха Омар Хаям продовжив заняття математикою. Відомі математичні результати, досягнуті Хаямом, відносять до трьох напрямків: до алгебри, до теорії паралельних та до теорії відношень і вчення про число.

#### Алгебра
Алгебраїчні твори Омара Хаяма — їх збереглося до наших днів два (третій, без назви, не знайдений) — містили теоретичні висновки надзвичайної важливості.
У своєму знаменитому «Трактаті про доведення задач алгебри та алмукабали», вперше в історії математичних дисциплін, Хаям дав повну класифікацію усіх видів рівнянь — лінійних, квадратних і кубічних (всього 25 видів) і розробив систематичну теорію вирішення кубічних рівнянь за допомогою властивостей конічних перерізів. Саме йому належить заслуга першої постановки питання про зв'язок геометрії з алгеброю. Хаям обґрунтував теорію геометричного вирішення алгебраїчних рівнянь, що підводило математичну науку до ідеї змінних величин. Книги Омара Хаяма довгий час залишалися невідомими європейським вченим, творцям нової вищої алгебри, і вони були змушені пройти довгий і нелегкий шлях, що за 5-6 століть до них уже проклав Омар Хаям. Так, з подібним твердженням виступив Р. Декарт у 1637 році, а ще 200 років по тому, у 1837 році, це було доведено П. Ванцелем.
Ще одна математична праця Хаяма — «Труднощі в арифметиці» — була присвячена методу знаходження коренів будь-якого ступеня з цілих чисел; в основі цього методу Хаяма лежала формула, що пізніше одержала назву бінома Ньютона. Цей трактат не знайдений, але його згадував сам Хаям у «Трактаті про доведення задач алгебри та алмукабали».
До арифметично-алгебраїчних питань належить також невеликий твір «Терези мудростей», в якому вирішувалась класична задача Архімеда про визначення кількості золота та срібла в сплаві. Хаям визначив у повітрі та у воді вагу довільних зливків чистого золота та срібла, а також даного сплаву, та навів два рішення. У одному використовувались прийоми античної теорії відношень. У іншому, «більш легкому для обрахування», рішенні — алгебраїчні прийоми.

#### Теорія паралельних Хаяма
Другим важливим твором Омара Хаяма була праця «Трактат про тлумачення темних положень у Евкліда», закінчений наприкінці 1077 року. Він складався з 3-х книг та вступу до них. У першій книзі викладена теорія паралельних.
До Хаяма більш ніж 10 авторів[джерело?] коментували та критикували «Начала» Евкліда. Але лише Хаяму вдалось ґрунтовно та серйозно, на основі філософсько-логічних праць Арістотеля, викласти теорію паралельних. Він був переконаний у справедливості знаменитого V постулату Евкліда, хоча й вважав його менш очевидним, ніж багато інших тверджень, які Евклід доводив. Хаям відкинув численні відомі йому спроби доведень V постулату як логічно неспроможні. Але бувши впевненим, що постулат можна довести, він шукає і знаходить своє «доведення». В основу доведення було покладено принцип, який складається з двох тверджень: дві прямі, які збігаються, перетинаються; неможливо, щоб дві прямі лінії, які сходяться, розходилися в напрямі сходження. Кожне із тверджень еквівалентне V постулату. Тому й Хаям не уникнув логічного кола у доведенні. Разом з тим, пошуки вченого були значним кроком на шляху розв'язання проблеми паралельних. На відміну від своїх попередників, Хаям увів свій постулат як основу доведення. Навіть не маючи наміру, він, між тим, зробив крок до неевклідової геометрії.

#### Теорія відношень та вчення про число
Друга та третя книги «Трактату про тлумачення темних положень у Евкліда» присвячені теорії відношень. Знову базуючись на згоді з Арістотелевою точкою зору, він так сформулював принцип неперервності: «Величини можна ділити нескінченно, тобто вони не складаються з неподільних величин». Разом з тим, він пішов далі та ввів нове визначення пропорції, в якому рівність відношень зводилась до збігу їхнього розкладання на неперервні дроби. Він довів еквівалентність своєї теорії відношень з теорією Евкліда, пов'язав вже дві дійсні теорії (відношень чисел та загальної теорії відношень), та, базуючись на принципі неперервності, встановив при цьому існування загальної теореми про існування четвертої пропорційної до трьох даних величин.
У третій книзі Хаям звернувся до множення відношень і саме тут по-новому трактував зв'язок понять відношення і числа. Він висловився за введення в математику подільної одиниці та нового роду чисел, за допомогою яких можна було б виразити будь-які відношення величин.
На відміну від Евкліда та інших давньогрецьких математиків, Омар Хаям не тільки не протиставляв числа неперервним величинам, геометрію — арифметиці, а й намітив конкретні шляхи до виявлення єдності протилежностей, до ліквідації прірви між дискретністю та неперервністю.

## Філософія та релігія у світогляді Хаяма
У Ісфаганський період Омар Хаям займався також і проблемами філософії, з особливою старанністю вивчаючи величезну наукову спадщину Авіценни. Один з філософських творів Авіценни — «Звертання», присвячений деяким питанням навчання перипатетиків, Омар Хаям переклав з арабської на мову фарсі, виявивши тим самим свого роду новаторство: роль мови науки відігравала у цей час винятково арабська. Відомо, що вивчав Хаям також і твори прославленого арабського поета — філософа Абу-ль-Аля аль-Мааррі (973–1057).
Проблем філософії та релігії Хаям торкнувся у багатьох своїх віршах та в 5 спеціальних трактатах. Але його світогляд і досі не має однозначної оцінки, бо багато в чому його філософські трактати розходяться з поетичними висловлюваннями.
До 1080 року належить перша праця Омара Хаяма — «Трактат про буття і повинність». Трактат був написаний у відповідь на лист імама та судді ан-Насаві, який пропонував «царю філософів Заходу і Сходу Абу-ль-Фатгу ібн Ібрагіму Хаяму» висловитися в питаннях «про мудрість Творця у створенні світу й особливо людини, і про необхідність людям молитися». До цього трактату належить також «Відповідь на три питання: необхідність протиріч у світі, детермінізму та довговічності», у передмові до якої Хаям зазначив, що він не чекав, що «йому поставлять питання, де міститься такий сумнів». Звертання до Хаяма ідеолога ісламу було викликано антиісламськими висловлюваннями, що поширювалися вже в той час різними релігійними сектами. Імовірно, лист мав на меті спонукати Хаяма виступити з відкритим визнанням основних положень ісламу. Чи було це спробою допомогти поету відвести від себе чутки про вільнодумство, чи спроба змусити його виправдовуватись — достеменно невідомо. У відповідному трактаті Омар Хаям, заявивши себе учнем і послідовником Авіценни, висловив свої судження з філософських позицій. Визнаючи існування Бога як першопричини всього сущого, Хаям стверджував, однак, що конкретний порядок будь-яких явищ не є результатом Божественної мудрості, а визначається в кожному окремому випадку законами самої природи. Назагал, у своїх філософських трактатах Хаям виступав як прибічник східного арістотелізму зі значними елементами неоплатонізму, суттєво пристосованого до мусульманського віровчення. Раціоналістичні докази використовувалися Хаямом на підтвердження важливих положень ісламу та релігійної обрядності. Точка зору Хаяма згодом отримала в Європі назву «концептуалізм».

## Світогляд Хаяма у рубаї
Особливо Омар Хаям відомий завдяки своїм рубаї. Але через труднощі перекладу, а також через велику кількість метафор, використаних автором, не всі його твори перекладено правильно. Деякі навіть стверджують, що Хаям засуджував Аллаха, несправедливість життя та був п'яницею та розбишакою, адже писав про вино і любов до жінок. Насправді це хибно. Просто автор використовував образи, порівняння та тонкий смисл. А так він був глибокодуховною та мудрою людиною, вірив у Бога. Про це свідчать багато джерел, наприклад, Чарльз Хортон у передмові до «Рубаяту», випущеного у Лондоні у 1917 році, писав:
«У Персії нема суперечок щодо віршів Омара і їх значення: автор шанується як великий релігійний поет. Його возвеличення вина і любові являють собою класичні суфійські метафори: під вином розуміється духовна радість, а любов — радісна вірність Богу…Омар не виставляв свої знання напоказ, а закамуфлював його. Абсурдно ставитися до подібної людини як до п'яниці та нероби, однак його глибокі вірші, які здаються на перший погляд поверхневими, вводять в оману.»
Юначе, підведись — горить зоря ясна!
В прозорі келихи налий вогню-вина!
В цім тліннім закутку живеш ти мить… а потім,
Хоч як жадатимеш, не вернеться вона.
Найкраще пить вино у віці молодім,
укупі з милою, з товаришем своїм,
цей ненадійний світ на сон і пустку схожий,
і пить без просипу — єдине щастя в нім.
Вставай і серце нам розвесели, кохана!
Від погляду твого зціліє в серці рана.
Налий вина, а ми — укупі вип'єм, поки
Із праху нашого не виліпили жбана.
Насправді Хаям не закликає безпробудно пиячити, а пише, що джерело Мудрості, божу благодать потрібно шукати йдучи до Бога, тобто живучи з любов'ю у душі, людина може пізнати нове для себе.
I юних, і старих — всіх поглинає час,
I невеликий нам дається днів запас.
Ніщо не вічне тут: ми підемо так само,
Як ті, що вже пішли й що прийдуть після нас.
Що ти вартий на світі без волі небес?
Ти помреш — і не станеться жодних чудес.
Краще жити сьогоднішнім щастям химерним,
Ніж чекати біди, як зіщулений пес.
 У колисці — дитина, покійник — в труні.
Ось і все, що про долю відомо мені.
Скільки віз не наповнюй пожитком-скарбами,
Все одно до межі добредеш впорожні.
Омар пише, що життя коротке, а час швидкоплинний. Треба жити сьогоднішнім днем, радіти кожній миті.
Ти до зла не хились, а роби лиш добро!
Бо не зло тобі друг, а добро, лиш добро.
Якщо зло і добро тобі в друзі прибились,
Вибирай однозначно — добро, лиш добро!
Марнославцем, для влади придатним, не будь.
Будь бальзамом. Отруті подібним не будь.
Якщо прагнеш життя не прожить як нікчема,
Не збивай на дурне і злостивим не будь.
Не годиться вдаватись до лайки й образ,
А люб'язність тримати лише про запас.
Не розумно хвалитись нажитим багатством,
Не годиться знання виставлять напоказ.
Йди з добром до людей — і воздасться тобі.
Скромним будь — і не згубишся ти у юрбі.
Із маленьким муравликом краще зріднися,
Аніж з тим, хто в гордині погруз і чваньбі.
Хаям закликає бути людей добрими, чесними, не вихвалятися своїми багатствами та знаннями. Тобто, у будь-якій ситуації треба залишатися Людиною.
Стосовно кількості написаних Хаямом рубаї остаточної відповіді дослідниками не дано. Всі списки, які знаходяться в Європі, ледве нараховують більш ніж 1200 чотиривіршів. Учений-дослідник творчості Хаяма Свамі Говінда Тіртха визначив сумарний обсяг «Хаяміади» у 2200 рубаї. Вчені сходяться на думці, що чотиривіршів, дійсно написаних Хаямом, не більше 1900. Всесвітню славу твори Омара Хаяма здобули у XIX сторіччі завдяки Едварду Фіцджеральду, англійському літератору, що у 1859 році видав книжечку обсягом 24 сторінки з назвою «Рубаят Омара Хаяма», яка викликала захоплення віршами Хаяма не лише в Європі, а й в Америці та у країнах Сходу.
В українській літературі рубаї Хаяма переспівували Василь Мисик, Микола Бажан, Дмитро Павличко, Володимир Ляшкевич, Віталій Іващенко, Володимир Ящук, Данило Кононенко, Юрій Хабатюк та інші.

## Смерть
Довгий час датою смерті Омара Хаяма вважався 1123 рік. Проте існує декілька джерел, які збереглися до нашого часу, що непрямо свідчать про іншу дату смерті Хаяма. З одного боку, це розповідь Нізамі Самарканді, де він розповідає про відвідання могили свого вчителя через чотири роки після його смерті (а відбулось це у 1135 році), тобто рік смерті (за Самарканді) має бути 1131-й. З іншого боку, у рукопису письменника Агмада Табрізі «Будинок радості» існує 2 вказівки на дату смерті. Перша вказівка: фраза «Тривалість його життя — §§ сонячних роки». §§ — дві цифри, що написані вкрай нерозбірливо, але перша з них виглядає як 7 або 8, а друга — як 2 або 3. Відповідно до повідомлення Нізамі Самарканді вказані слова Табрізі маємо читати: «Тривалість його життя — 83 сонячних роки». Друга вказівка: фраза, що імовірно стосується Хаяма — він помер «у четвер 12 мухаррама 555 року у маленькому селі однієї з волостей округу Фірузгонд біля Астрабада». У залежності від використання астрономічних таблиць (відповідно до сучасних синхроністичних таблиць), рішення про дату смерті має два варіанти: перший — 23 березня 1122 року (але ця дата змушує припустити наявність помилок у перших двох джерелах), другий — 4 грудня 1132 року. Друга дата не має протиріч з жодним іншим документом, тому саме її вважають найвірогіднішою датою смерті Омара Хаяма на даний час.
З глибин XII сторіччя дійшла розповідь про його останні часи. Абу-ль-Гасан Бейгакі переповів її зі слів родичів. У той день Омар Хаям уважно читав працю свого улюбленого Авіценни Книгу зцілення. Дочитавши до розділу «Одиничне та множинне», він поклав зубочистку між двома листами й попрохав покликати людей, необхідних, щоб скласти заповіт. В той день він не їв і не пив. Ввечері, закінчивши останню молитву, вклонився до землі і сказав: «О боже, ти знаєш, що я пізнав тебе в міру своїх можливостей. Вибач мені, моє знання тебе — це шлях до тебе». І помер.
Колись Омар Хаям сказав у присутності Нізамі Самарканді, що могила його буде розташована на такому місці, «де кожної весни вітерець буде осипати мене квітами». У 1136 році Нізамі Самарканді, як він зазначив 4 роки потому після смерті Хаяма, захотів вклонитися праху великої людини і зайшов на кладовище Хайре у Нішапурі. Біля підвалин стіни, що відгороджувала сад, була його могила, а грушеві та абрикосові дерева, перехиляючись із саду, вкривали його могилу своїми квітами. Нізамі Самарканді згадав слова свого кумира і розплакався — на всій землі не могло бути кращого місця для майстра.
Могила Хаяма знаходиться у Нішапурі біля могили імама Махрука. На цій могилі у 1934 р. на кошти, зібрані пошановувачами творчості Хаяма у різних країнах, був встановлений обеліск. Напис на обеліску виголошує:
МУДРЕЦЬ ОМАР ХАЯМ
Смерть мудреця 516 р. хіджри за місячним календарем.
Біля могили Хаяма присядь й свою мету вимагай,
Єдину мить дозвілля від горя світу вимагай.
Якщо ти хочеш знати дату побудови обеліска,
Таємниці душі та віри біля могили Хаяма вимагай.
Автори цього напису, як видно, вважали, що Хаям помер не в 526 р. хіджри, а у 516 р. (1122—23 р. н. е.). Останній рядок чотиривірша на обеліску згідно зі східною традицією вказує на дату побудови обеліска. Якщо замінити кожну літеру рядка її числовим значенням та скласти ці числа, в сумі отримаємо 1313 р. хіджри за місячним календарем — офіційним громадянським календарем у сучасному Ірані, що відповідає 1934 р. за григоріанським календарем.

## Поетичне надбання
Ймовірно, сам Хаям не записував свої рубаї. Але кількість збереженого поетичного надбання поета дивує. Допомогла давня арабська традиція усного збереження віршів у дописемний період. Найдавніші письмові збірки рубаї датують XV століттям. Дехто стверджує, що сам Омар Хаям записав деякі вірші на чистих смужках своїх наукових трактатів, і цим зберіг їх від втрати.
Літературознавці нараховують нині (2008 рік) майже п'ять тисяч старовинних рубаї, так чи інакше пов'язаних із доробком уславленого поета. Склалася навіть своя традиція перекладів рубаї іншими мовами.
Свої традиції має й українська перекладацька школа.
З'явилися й світлини (ілюстрації) до поезій Хаяма, це майже цілком традиція європейська.

## Ілюстрації до поетичних творів Омара Хаяма

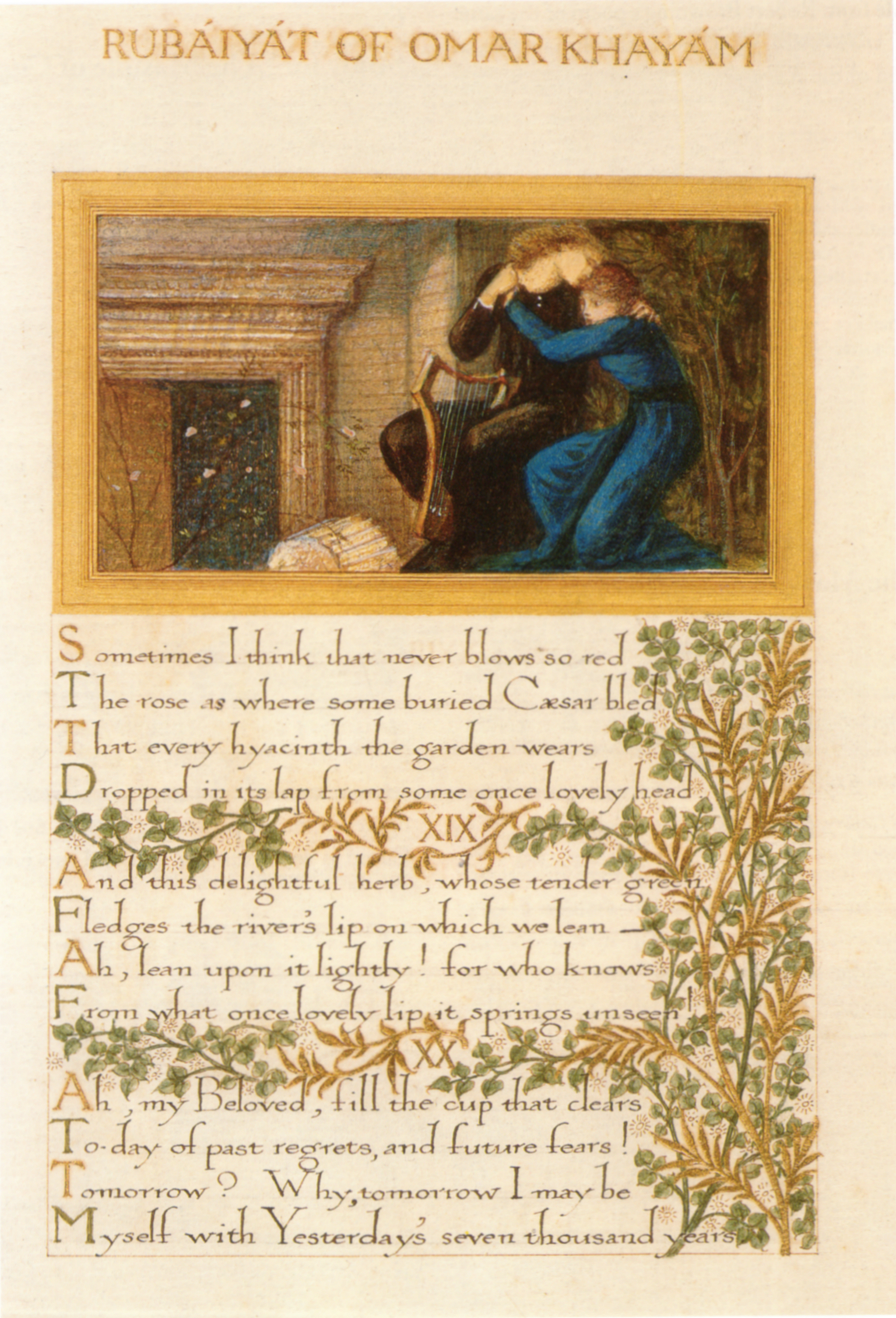
Сторінка з манускрипту рубаят Омара Хаяма, акварель і сусальне золото. Каліграфія та орнамент Едварда Берн-Джонса
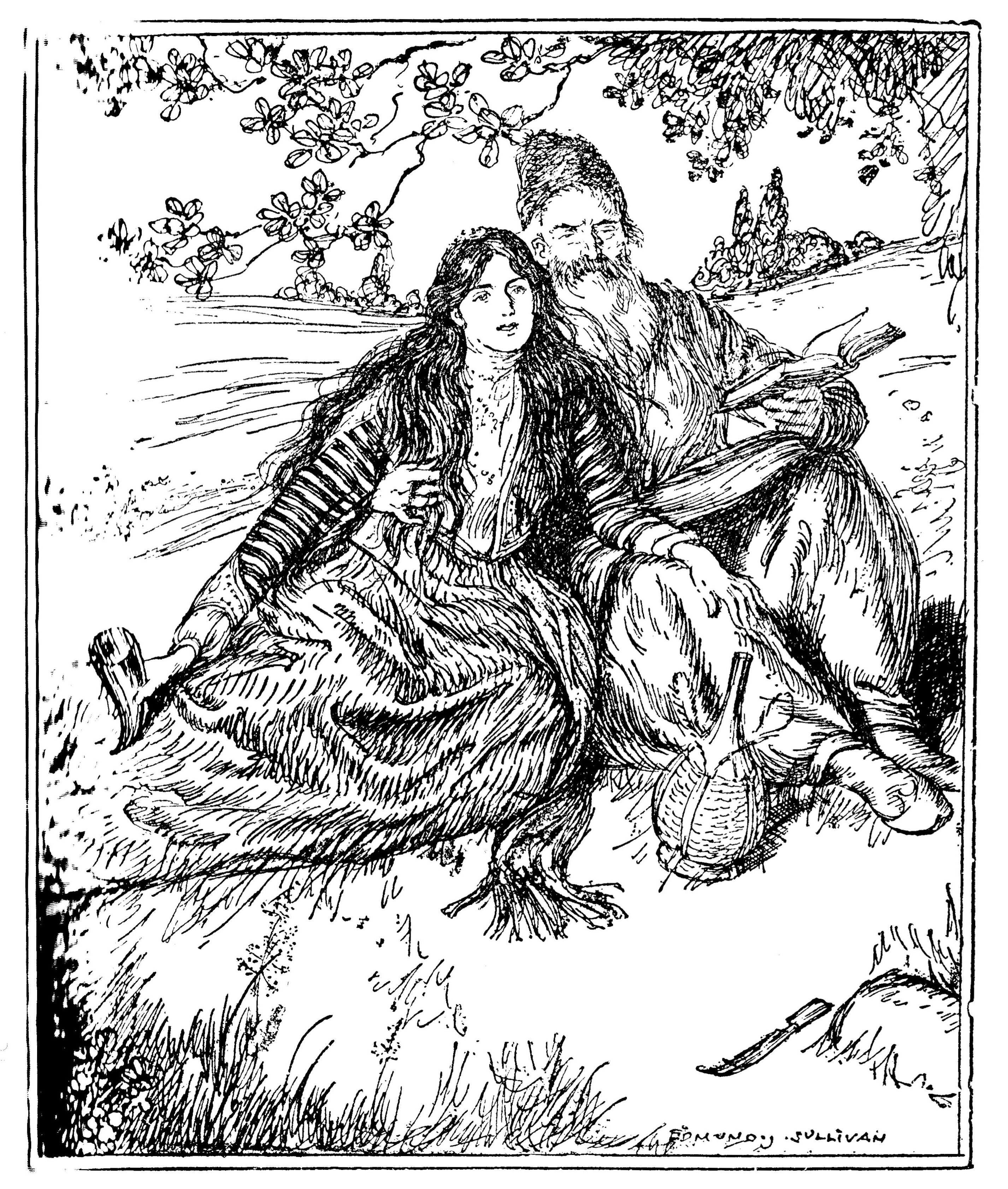
Едмунд Джозеф Салліван. Ілюстрація до рубаят

## Гіркота життя
Ані гроші, ані вищі посади в державі, ані спілкування з можновладцями не позбавили Хаяма гіркоти життя. Постійні перешкоди отруїли йому не одне десятиліття. Сумніви ворогів в його моральності призвели до скарг правителю та вимог каятися. А завершеним каяттям грішника вважали паломництво до Мекки.

## Перелік творів Омара Хаяма
- «Труднощі арифметики» (Мушкілат ал-хісаб, арифметичний трактат, рукопису не виявлено).
- Без назви (алгебраїчний трактат, місце перебування рукопису — Тегеран).
- «Трактат про доведення задач алгебри та алмукабали» (Рісала фі-л-барахін 'ала маса'їл алджабр ва-л-мукабала, алгебраїчний трактат, місце перебування рукопису — Париж, Лейден, Лондон, Нью-Йорк, Рим).
- «Трактат про тлумачення темних положень у Евкліда» (Шарх ма ашкала мін мусадарат кітаб Уклідіс, геометричний трактат, місце перебування рукопису — Лейден)
- «Коротко про природознавство» (Мухтасар фі-т-табі'йат, фізичний трактат, місце перебування рукопису не виявлене)
- «Терези мудростей» (Мізан ал-хікам, фізичний трактат, місце перебування рукопису — Петербург, Бомбей, Хайдерабад, Гота)
- «Необхідне про місця» (Лівазім ал-амкіна, географічний трактат, місце перебування рукопису не виявлене)
- «Трактат про буття і повинність» (Рісалат ал-каун ва-т-такліф, філософський трактат, місце перебування рукопису — імовірно Каїр)
- «Відповідь на три питання» (Ал-джаваб ан салас маса'їл, філософський трактат, місце перебування рукопису — імовірно Каїр)
- «Світло розуму про предмет загальної науки» (Ад-дійа 'ал-'аклі фі мауду ал-'ілм ал-кулі, філософський трактат, місце перебування рукопису — імовірно Каїр)
- «Трактат про буття» (Рісала фі-л-вуджуд, філософський трактат, місце перебування рукопису — Берлін, Пуна, Тегеран)
- «Маликшахські астрономічні таблиці» (Зідж-і Маликшахі, астрономічні таблиці, місце перебування рукопису — Париж)
- «Трактат про всеохопність буття» або «Книга на вимогу» (Рісала фі куллійат ал-вуджуд, філософський трактат, місце перебування рукопису — Лондон, Париж, Тегеран)
- Науруз-наме (історичний трактат, місце перебування рукопису — Берлін, Лондон)

## Галерея

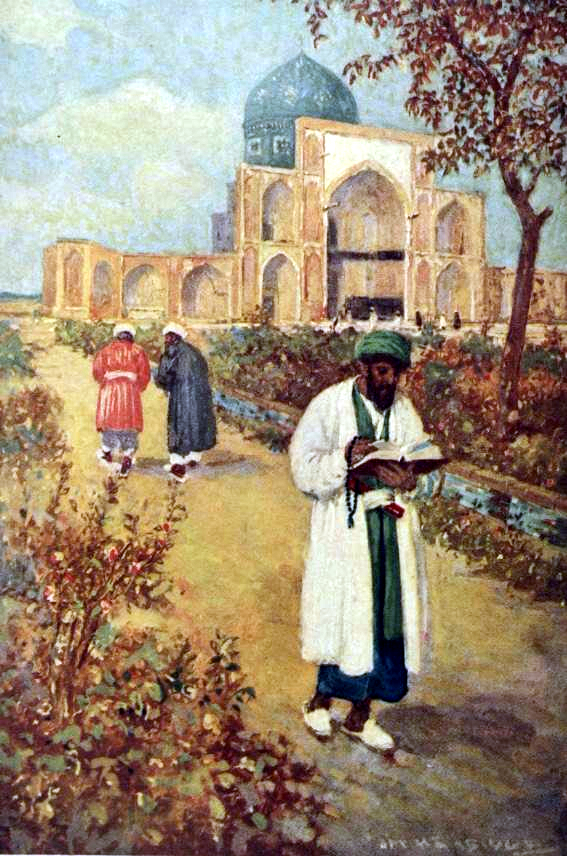
Картина «На могилі Омара Хаяма»
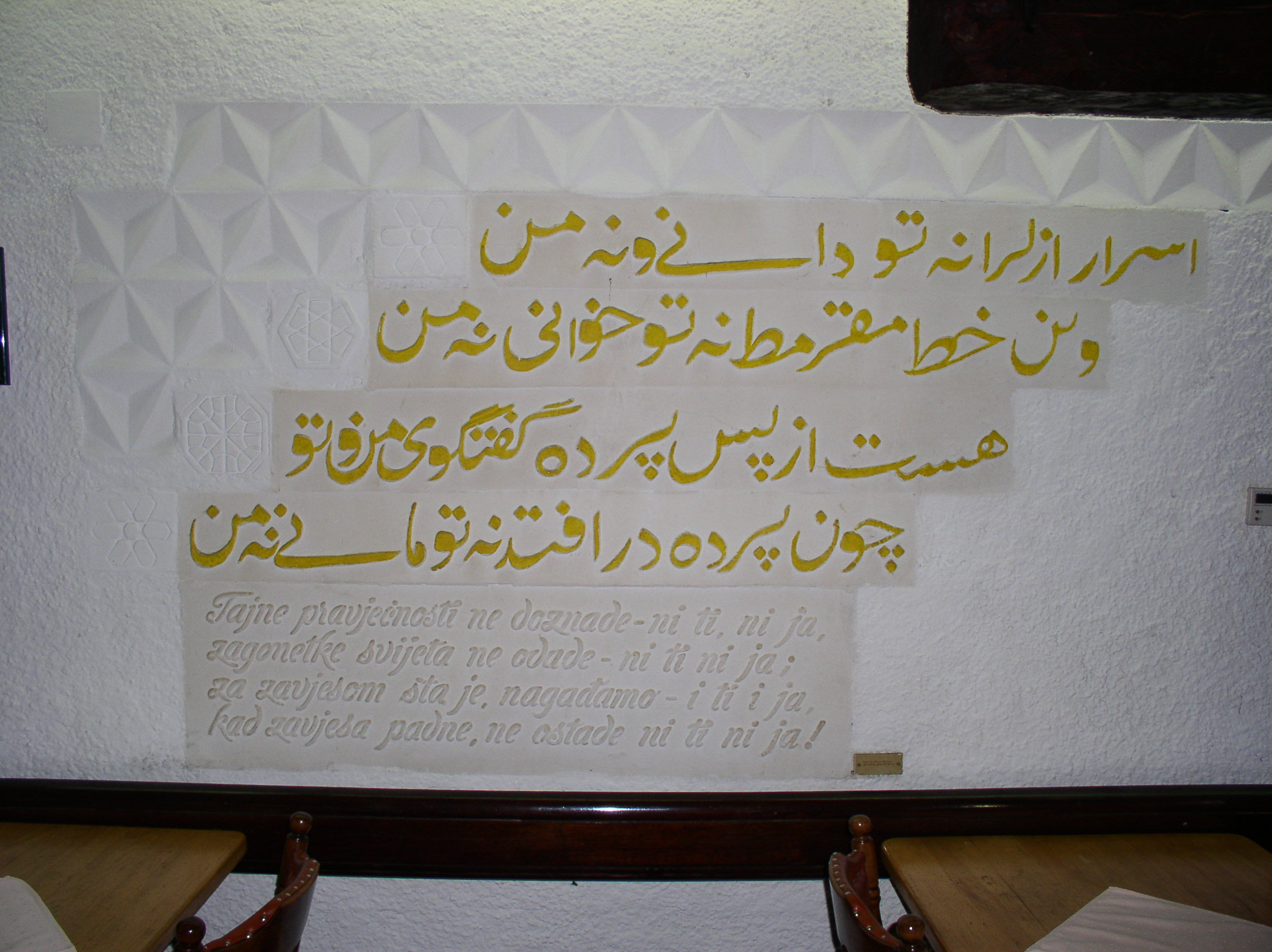
Рубаї Омара Хаяма на Моричу Хані у Сараєво
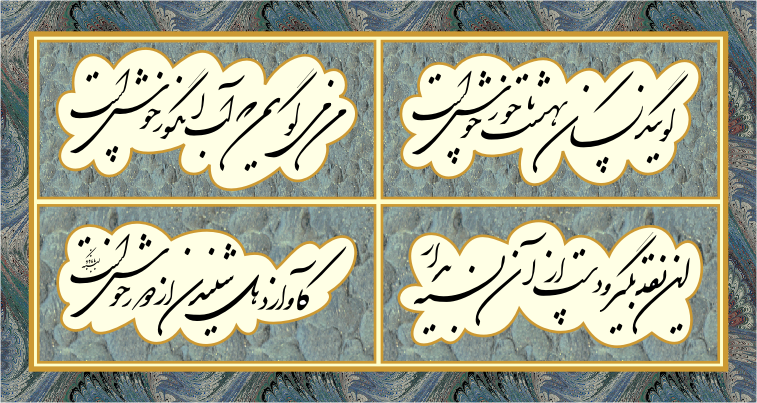
Рубаї Омара Хаяма
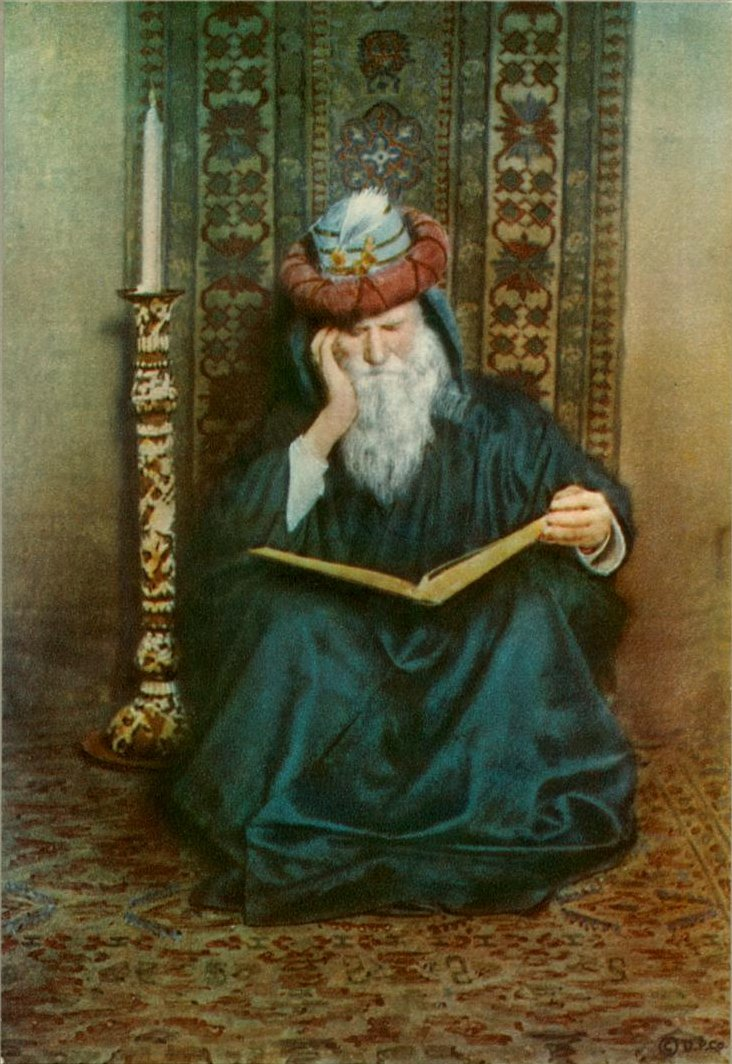
Зображення Омара Хаяма у англійській книзі рубаят перекладача-іраніста Едварда Фіцджеральда
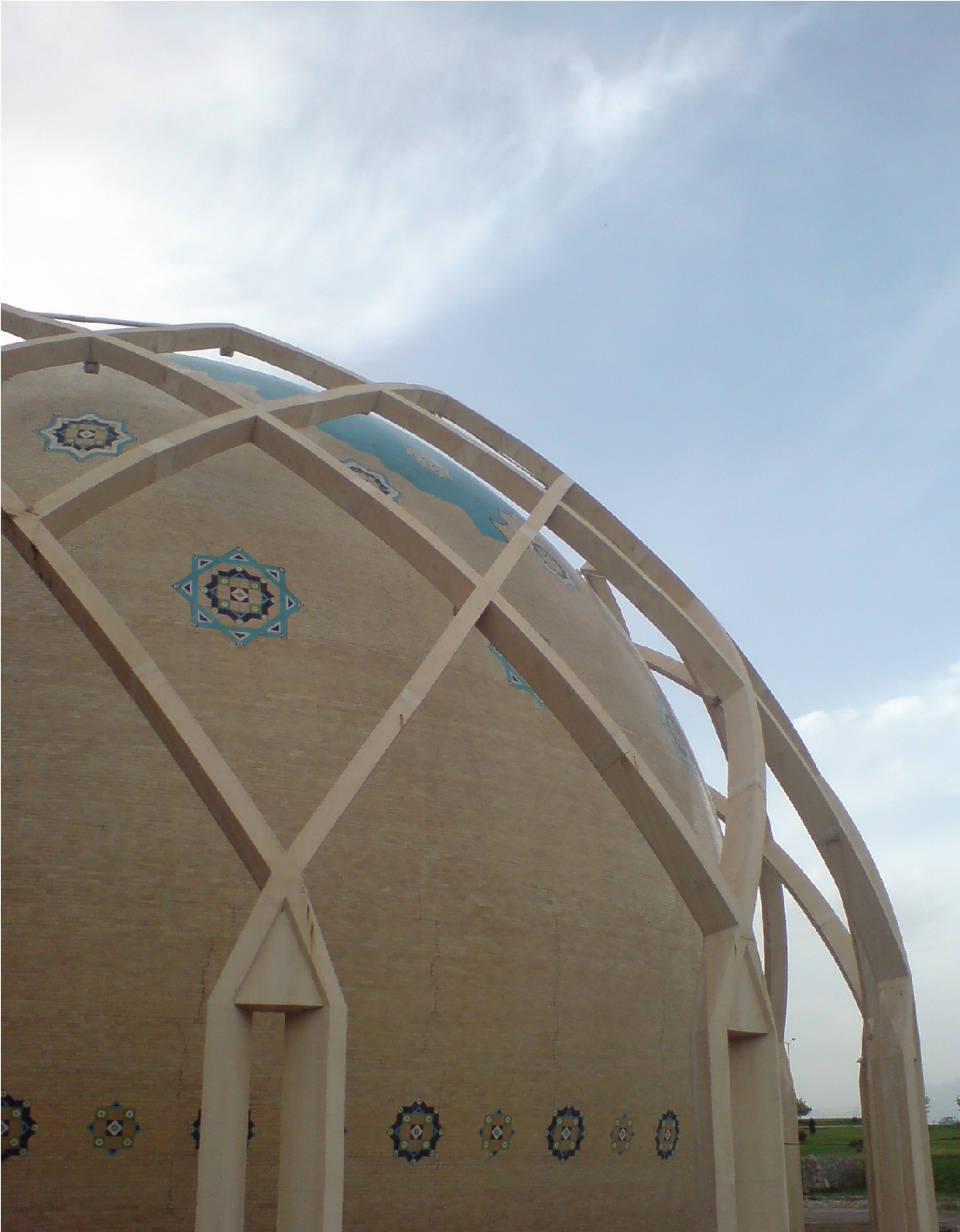
Планетарій імені Омара Хаяма у Нішапурі

## Переклади українською
Першим окремі вірші Рубаят Омара Хаяма на українську мову переклав дослідник східного мистецтва Агатангел Кримський; його переклади надруковані в книжках «Пальмове гілля» (вид. друге, Звенигород, 1902), «Перські лірики» (Київ, 1916); «Пальмове гілля. Екзотичні поезії», (книга 3, Київ, 1922) та «Твори у 5 томах» (Том 1: Поетичні твори та оповідання, Київ, 1972).
У 1956 році український радянський письменник Терентій (Терень) Германович Масенко надрукував переклади 29 рубаї Омара Хаяма у своїй збірці «Весняні журавлі» (К.: Радянський письменник).
У 1965 році харківський поет Василь Мисик випустив книжку «Омар Хайям. Рубаї», в якій подав переклади 306 рубаї Хаяма (К.: Дніпро, 1965). У 1983 році тим же видавництвом були видані твори В. О. Мисика у 2-х томах, куди ввійшли його переклади 195 рубаї Хаяма. У 1990 році київське видавництво «Дніпро» в книжку «Захід і Схід. Переклади» включило переклади 308 рубаї В. О. Мисика, доповнивши попереднє видання книжки В. О. Мисика рубаї № 307 та № 308.
У 1990 році український письменник з діаспори Богдан Чопик випустив збірку віршів «Шлях та думки»: вірші, переклади (Солт Лейк Ситі, 1990), куди окрім іншого увійшли україномовні переклади кількох віршів Хаяма.
У 2003 та 2004 роках харківський поет Олексій Ковалевський випустив дві книжки своїх віршів: «В чеканні неможливого» (Х.: Прапор, 2003) та «Уламки райдуги» (Х.: ТАЛ «Слобожанщина», 2004), в яких опублікував у загальній кількості переклади близько 360 рубаї Хаяма.
У 2004 році Харківський вчений-філолог, доктор філологічних наук, поет Володимир Калашник у своїй збірці віршів «Бентежне надвечір'я» (Х.: Майдан, 2004) надрукував переклади 21 рубаї Омара Хаяма, повторивши кілька з них у збірці віршів «Біла зоря» (Х.: Майдан, 2005).
У 2006 році Леонід Ружинський у своїй збірці віршів «Осінні відблиски» (Х.: Факт) подав переклади близько 120 рубаї Хаяма.
- Омар Хайям (18??). Рубайят. Переклад з перської: Агатангел Кримський // Агатангел Кримський. Твори у 5 томах (Том 1: Поетичні твори та оповідання). Київ: Наукова думка. 1972. 635 стор.: С. 239—250.

- Омар Хаям (1965). Рубаї. Переклад з таджицької-фарсі: Василь Мисик // Василь Мисик. Захід і Схід: переклади. Автор передммови? О. І. Никанорова. Київ: Дніпро. 110 стор. (Перлини світової лірики)
  - (передрук) Омар Хаям (1990). Рубаї. Переклад з перської: Василь Мисик // Василь Мисик. Захід і Схід: переклади. Автор передммови? О. І. Никанорова. Київ: Дніпро, 1990. 543 стор. 148—199: ISBN 5-308-00749-7
  - (передрук) Омар Хаям (2003). Рубаї. Переклад з перської: Василь Мисик; упорядник: Л. Чічановська; художник: Павло Бунін. Київ: Грамота. 320 стор. ISBN 966-8066-18-9
  - (передрук) Омар Хаям (2019). Рубаї. Переклад з перської: Василь Мисик. Харків: Фоліо. 320 стор. ISBN 978-966-03-8210-7

- Омар Хаям (2002). Рубаят. Переклад з перської: Григорій Латник; художник: Є. Ільницький. Київ, Ірпінь: Перун. 368 стор. ISBN 966-569-048-5[13]